# Переживание (психология)
Пережива́ние — то, как отражаются в сознании эмоциональные процессы субъекта.

## Определение
Существует множество противоречивых, неполных определений понятия «переживание», акцентирующих внимание на том или ином их аспекте, отделяющих, не отделяющих или вообще не связывающих переживания с эмоциональными процессами. Это, по всей видимости, связано не столько с противоречивостью понятия, сколько с различием в задачах, которые ставили перед собой дававшие эти определения люди:
- «Особая интегральная единица сознания.» — Выготский Лев Семёнович.
- «Атрибут акта сознания, не содержащий образа отражаемого и проявляющийся в форме удовольствия или неудовольствия (страдания), напряжения или разрешения, возбуждения или успокоения.» — Платонов, Константин Константинович (1972 год)
- «Простейшее субъективное явление, психическая форма отражения, являющаяся одним из трех атрибутов сознания.» — Платонов, Константин Константинович (1984 год)
- «Переживание является именно деятельностью, т. е. самостоятельным процессом, соотносящим субъекта с миром и решающим его реальные жизненные проблемы, а не особой психической «функцией», стоящей в одном ряду с памятью, восприятием, мышлением, воображением или эмоциями... Переживание следует отличать от традиционного психологического понятия переживания, означающего непосредственную данность психических содержаний сознанию. Переживание понимается нами как особая деятельность, особая работа по перестройке психологического мира, направленная на установление смыслового соответствия между сознанием и бытием, общей целью которой является повышение осмысленности жизни.»[2] — Василюк, Фёдор Ефимович (1984 год)
- «Любое испытываемое субъектом эмоционально окрашенное состояние и явление действительности, непосредственно представленное в его сознании и выступающее для него как событие его собственной жизни.»[источник не указан 4334 дня] — Василюк, Фёдор Ефимович (1990 год)
- «Ощущение, сопровождаемое эмоциями.» — Немов, Роберт Семёнович (1994 год)
- «Осмысленное эмоциональное состояние, вызванное значимым объективным событием или воспоминаниями эпизодов предшествующей жизни.» — Дьяченко, Михаил Иванович и Кандыбович, Лев Александрович (1998 год)
- «Непосредственное отражение самим субъектом своих собственных состояний, а не отражение свойств и соотношений внешних эмоциогенных объектов. Последнее есть знание.» — Веккер, Лев Маркович (2000 год).
- «На физиологическом уровне ощущаемый процесс формирования эмоций.[источник не указан 2339 дней]»